# Gerald Finzi
Gerald Raphael Finzi (* 14. Juli 1901 in London; † 27. September 1956 in Oxford) war ein englischer Komponist.

## Leben

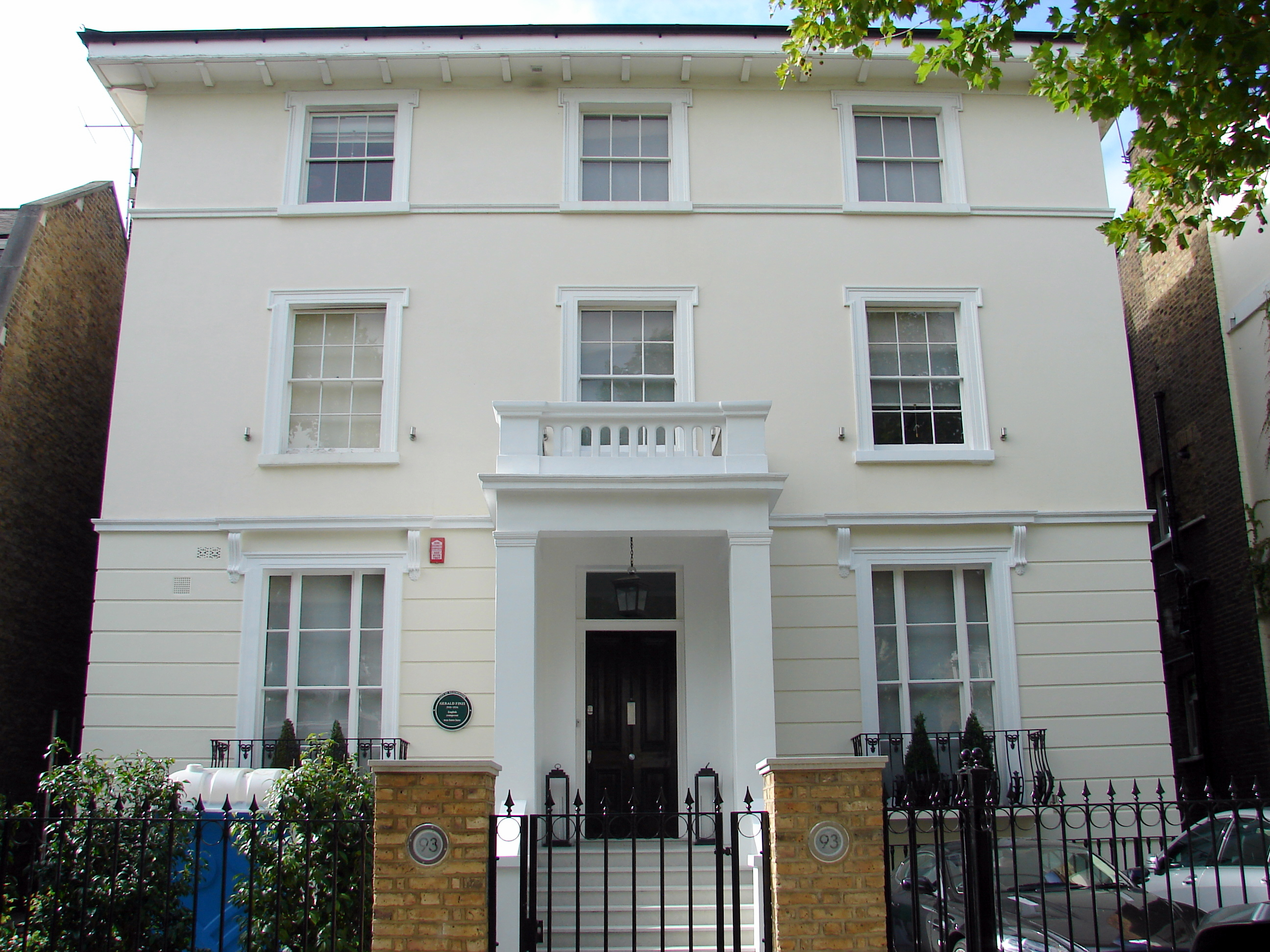
Gerald Finzis Geburtshaus in St. John’s Wood, London. Die grüne Plakette links neben dem Eingang weist auf den Komponisten hin.

Finzi wurde in London als jüngstes von fünf Kindern eines italienischen jüdischen Vaters und einer deutschen jüdischen Mutter geboren. Obwohl er sich als Agnostiker bekannte, schrieb er einige inspirierte und beeindruckende christliche Chormusikwerke.

### 1901–1918: Kindheit und Jugend
Finzi verlor im Alter von sieben Jahren seinen Vater, der ein erfolgreicher Schiffsmakler war, und wurde von seiner Mutter großgezogen. Wenig später starben drei seiner Brüder. Während des Ersten Weltkrieges ließ sich die Familie in Harrogate nieder. Hier wurde Finzi von Ernest Farrar in Komposition unterrichtet. Dessen Tod an der Westfront traf Finzi schwer.
Diese Widrigkeiten trugen zu Finzis düsterer Lebensauffassung bei, die er in den Texten von Thomas Traherne und Thomas Hardy wiederfand. Er vertonte deren Gedichte, zusammen mit denen von Christina Rossetti. In der Dichtung von Hardy, Traherne und später William Wordsworth zog Finzi vor allem das wiederkehrende Motiv der kindlichen Unschuld an, die durch die Erfahrung des Erwachsenen verdorben wird. Von Anfang an hatten seine Werke einen elegischen Ton.

### 1918–1933: Studium und frühe Kompositionen
Nach Farrars Tod erhielt Finzi fünf Jahre lang Privatunterricht beim Organisten und Chorleiter Edward Bairstow, einem im Vergleich zu Farrar sehr strengen Lehrer, am York Minster. 1922 zog Finzi nach Painswick in Gloucestershire, wo er sich ernsthaft dem Komponieren widmete. Seine ersten Hardy-Vertonungen und das Orchesterstück A Severn Rhapsody wurden bald in London aufgeführt und ernteten positive Kritik.
Im Jahre 1925 nahm Finzi auf Anregung von Adrian Boult Unterricht in Kontrapunkt beim damals berühmten R. O. Morris. Später zog er nach London, wo er mit Howard Ferguson und Edmund Rubbra Freundschaft schloss und Gustav Holst, Arthur Bliss und Ralph Vaughan Williams kennenlernte. Letzterer verschaffte ihm eine Stelle als Lehrer an der Royal Academy of Music, die er von 1930 bis 1933 innehatte.

### 1933–1939: Entwicklung und Reife
Finzi heiratete die Künstlerin Joyce Black und ließ sich mit ihr in Aldbourne in Berkshire nieder. Hier widmete er sich der Komposition, daneben auch dem Anbau von Äpfeln, wodurch er einige seltene englische Apfelsorten vor dem Aussterben bewahrte. Außerdem stellte er eine wertvolle Bibliothek mit etwa dreitausend Bänden englischer Dichtung, Philosophie und Literatur zusammen, die sich heute im Besitz der Universität Reading befinden.
In den 1930er Jahren komponierte Finzi nur wenig. Es sind aber diese Werke, vor allem die Kantate Dies natalis (1939) zu Texten von Traherne, in denen sein Stil zu voller Reife gelangt. Im Auftrag des Dichters und Komponisten Ivor Gurney katalogisierte und edierte er dessen Werke für die Veröffentlichung. Außerdem studierte und veröffentlichte er englische Volksmusik und Werke alter englischer Komponisten wie William Boyce, Capel Bond, John Garth, Richard Mudge, John Stanley und Charles Wesley.
1939 zogen die Finzis nach Ashmansworth in der Nähe von Newbury. Hier gründete Finzi die Newbury String Players, ein Kammerorchester aus Amateuren, das er bis zu seinem Tode leitete. Das Orchester erweckte Streichmusik aus dem 18. Jahrhundert zu neuem Leben und gab Erstaufführungen von zeitgenössischen Werken. Außerdem verschaffte es jungen talentierten Musikern wie Julian Bream und Kenneth Leighton Auftrittsgelegenheiten.

### 1939–1956: Wachsendes Ansehen
Aufgrund des Ausbruchs des Zweiten Weltkrieges wurde die geplante Erstaufführung des Dies natalis abgesagt. Diese hätte Finzis Ruf als großer Komponist begründen können. Finzi musste seinen Dienst im Ministerium für Kriegstransport antreten und brachte deutsche und tschechische Flüchtlinge in seinem Haus unter. Nach dem Krieg wurde er wieder produktiver. Er verfasste mehrere Chorwerke und das Klarinettenkonzert (1949), sein vielleicht populärstes Werk.
Inzwischen wurden Finzis Werke oft beim Three Choirs Festival und anderenorts aufgeführt. Aber dieses Glück war von kurzer Dauer. Im Jahre 1951 erfuhr Finzi, dass er an der unheilbaren Hodgkinschen Krankheit litt und noch höchstens zehn Jahre zu leben hatte. Etwas von seinen Gefühlen nach dieser Enthüllung wird vermutlich vom gequälten ersten Satz seines ergreifenden Cellokonzertes (1955) reflektiert, seinem letzten großen Werk. Der zweite Satz, ursprünglich als musikalisches Porträt seiner Frau angelegt, ist dagegen von heiterer Gelassenheit geprägt.
Bei einem Ausflug in der Nähe von Gloucester mit Ralph Vaughan Williams erkrankte Finzi 1956 an Windpocken, die in seinem geschwächten Zustand zu einer Hirnhautentzündung führten. Er wurde am 25. September in ein Krankenhaus in Oxford gebracht, wo seine Frau dafür sorgte, dass er die Erstaufführung seines Cellokonzertes im Radio hören konnte. Tags darauf starb Gerald Finzi.

## Werke
Finzis Werk umfasst neun Lieder-Zyklen, davon sechs zu Gedichten von Thomas Hardy. Das erste davon, By Footpath and Stile (1922), ist für Gesang und Streichquartett, die anderen, einschließlich A Young Man's Exhortation und Earth and Air and Rain, für Gesang und Klavier. Von seinen anderen Liedern sind die Shakespeare-Vertonungen des Zyklus Let Us Garlands Bring (1942) am bekanntesten. Finzi schrieb auch Bühnenmusik zu Shakespeares Love's Labour's Lost (1946). Für Gesang und Orchester verfasste er das oben erwähnte Dies natalis, ein tief mystisches Stück, und das pazifistische Farewell to Arms (1944).
Finzis Chormusik schließt die populären Hymnen Lo, the full, final sacrifice und God is gone up, sowie einige mehrstimmige Lieder ohne Begleitung ein. Finzi schrieb aber auch größere Chorwerke wie For St. Cecilia (Text von Edmund Blunden), Intimations of Immortality (William Wordsworth) und die Weihnachtsszene In terra pax (Texte von Robert Bridges und aus dem Lukasevangelium), alle in den letzten zehn Jahren seines Lebens entstanden.
Die Zahl seiner Instrumentalwerke ist vergleichsweise gering, obwohl Finzi zu Beginn seiner Karriere große Anstrengung darauf verwandte. Er begann ein Klavierkonzert, das nie vollendet wurde. Teile davon wurden in der Eclogue für Klavier und Streicher und in der Grand Fantasia and Toccata für Klavier und Orchester verwendet. Letztere bezeugt Finzis Bewunderung für Johann Sebastian Bach. Er verfasste auch ein Violinkonzert, das in London unter Vaughan Williams aufgeführt wurde. Später war er mit den beiden äußeren Sätzen nicht mehr zufrieden und verwarf sie. Der übriggebliebene Satz trägt nun den Titel Introit.
Von Finzis wenigen kammermusikalischen Werken sind nur die Five Bagatelles für Klarinette und Klavier im Repertoire geblieben.

## Stil
Von Farrar und Vaughan Williams beeinflusst stand Finzi fest in der Tradition von Edward Elgar, Hubert Parry und Charles Villiers Stanford, weswegen seine Musik zu seinen Lebzeiten unzeitgemäß erschien. Er entwickelte aber einen ganz persönlichen Ton, der am deutlichsten in seinen empfindsamen Liedern und Chorwerken erkennbar wird, wo die Musik mit jedem Wort der Textdichter in Einklang steht, was auf seiner gründlichen Kenntnis der englischen Literatur beruht. In dieser Hinsicht ähnelt er anderen englischen Komponisten des frühen 20. Jahrhunderts, wie Roger Quilter. Werke wie das Cellokonzert und die Intimations of Immortality zeigen aber, dass er mehr als ein Komponist von Miniaturen war.
Finzis Sohn, Christopher Finzi (* 1934) wurde ebenfalls Dirigent und Anwalt der Musik seines Vaters. Dank ihm und anderen Liebhabern hat Finzis Musik im späten 20. Jahrhundert eine Renaissance erfahren.